# Hotel Continental, Halmstad
För andra betydelser, se Hotell Continental.
Hotel Continental är ett hotell i kvarteret Makrillen i Östra förstaden i Halmstad.
Hotel Continental är sedan 1956 inrymt i en byggnad i hörnet av Kungsgatan och Kaptensgatan, som uppfördes 1903 efter ritningar av Sven Gratz. Stilen är inspirerad av tysk tegelarkitektur i nygotisk och nyrenässans. Fasaden är beklädd med ett gulaktigt Skrombergategel med mönstermurning i brunt och vitt. Husets hörnparti har burspråk och var ursprungligen krönt med ett högt torn, vilket senare topphuggits. På fasaden finns dekorativt utformade ankarjärn.

## Bildgalleri

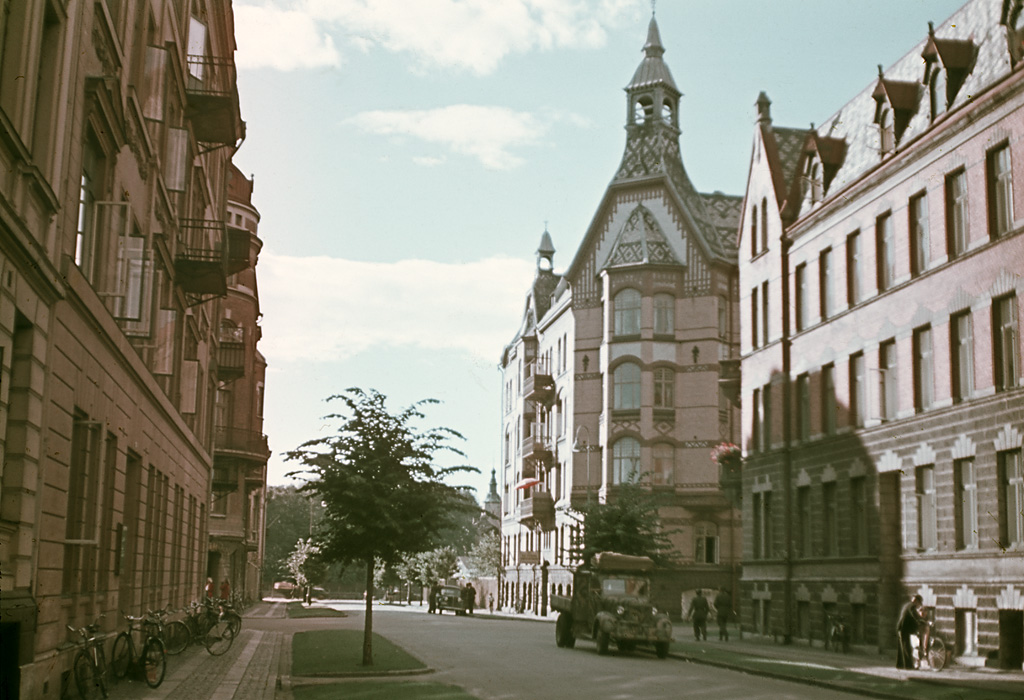
Kaptensgatan västerut, med tornet på Hotel Continentals byggnad intakt, 1935.
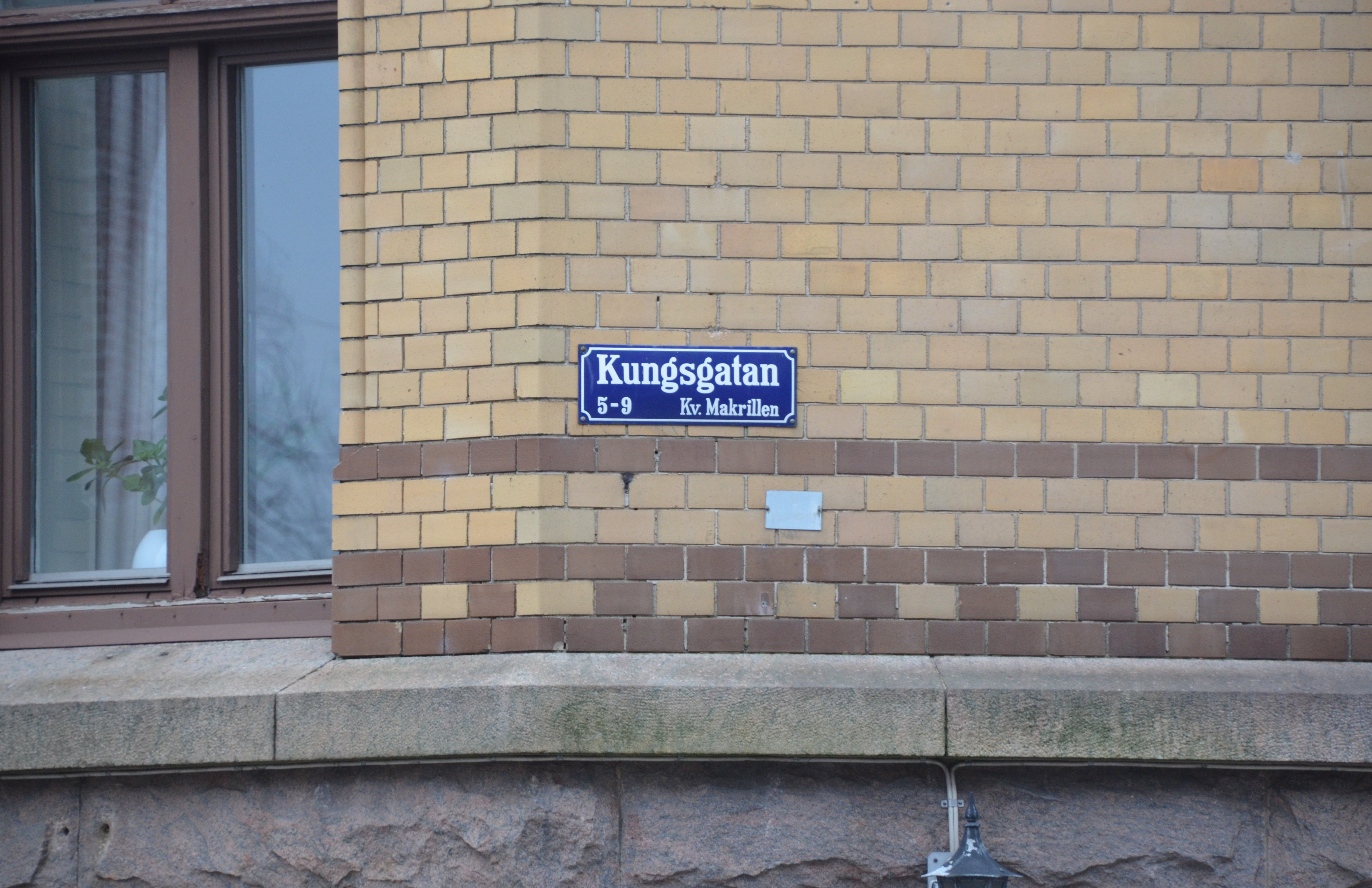
Gulaktigt Skrombergategel.